# 하를럼 베이스볼 위크
하를럼 베이스볼 위크(네덜란드어: Haarlemse Honkbalweek, 영어: Haarlem Baseball Week)는 네덜란드 하를럼에서 대략 2년에 1번 열리는 국제 야구 대회이다. 1961년 7월 22일에 1회 대회가 열렸으며, 대회 기간은 대체로 9일이다.